# Psammochela
Psammochela is een geslacht van sponsdieren uit de klasse van de Demospongiae (gewone sponzen).

## Soorten
- Psammochela chaliniformis (Carter, 1885)
- Psammochela elegans Dendy, 1916
- Psammochela fibrosa (Ridley, 1884)
- Psammochela psammodes (Hentschel, 1911)
- Psammochela rigida (Bowerbank, 1875)
- Psammochela tutiae de Voogd, 2012